# Ingalgi
Ingalgi är en ort i Indien.   Den ligger i distriktet Dharwad och delstaten Karnataka, i den sydvästra delen av landet, 1 500 km söder om huvudstaden New Delhi. Ingalgi ligger 652 meter över havet och antalet invånare är 5 122.
Terrängen runt Ingalgi är platt. Runt Ingalgi är det tätbefolkat, med 308 invånare per kvadratkilometer. Närmaste större samhälle är Shiggaon, 14,5 km söder om Ingalgi. Trakten runt Ingalgi består till största delen av jordbruksmark.